# Datarock
Datarock é uma banda norueguesa de electro rock. Formada em 2000 por Fredrik Saroea, Ketil Mosnes, Kevin O'Brien e logo depois incorporou Tom Mæland.
O'Brien e Mæland deixaram a banda posteriormente, mas Saroea e Mosnes deram continuidade ao projeto.

## Publicações
Eles lançaram 3 álbuns singles e seu disco de estréia, Datarock Datarock, em 2005 em 10 países através de seu próprio selo, o YAP (Young Aspiring Professionals), recebendo críticas positivas, principalmente na Inglaterra. Eles ficaram com o 12º lugar na Austrália na lista Triple J Hottest 100 com o single "Computer Camp Love" ainda em 2005. Fredrick chegou a comentar que a Austrália foi o único país que acolheu a banda Datarock antes mesmo de sua terra natal. Essa mesma música ficom com o 88º lugar na lista das 100 melhores músicas de 2007 da Rolling Stone.
A música "Fa-Fa-Fa" foi utilizada em um comercial da Coca-Cola, e também nos jogos NHL 08, FIFA 08, NBA Live 08 e no The Sims 2: Free Time. Os produtores do The Sims' propuseram criar um video clip especialmente para essa música. Uma de suas outras músicas, "New Song", foi utilizada no Madden NFL 08. Uma versão remixada da  "I Used To Dance With My Daddy" no jogo Need For Speed: ProStreet e "True Stories Utilizada no FIFA 09 e no The Sims 3.A banda ainda apare e no FIFA 10 com "Give it Up"

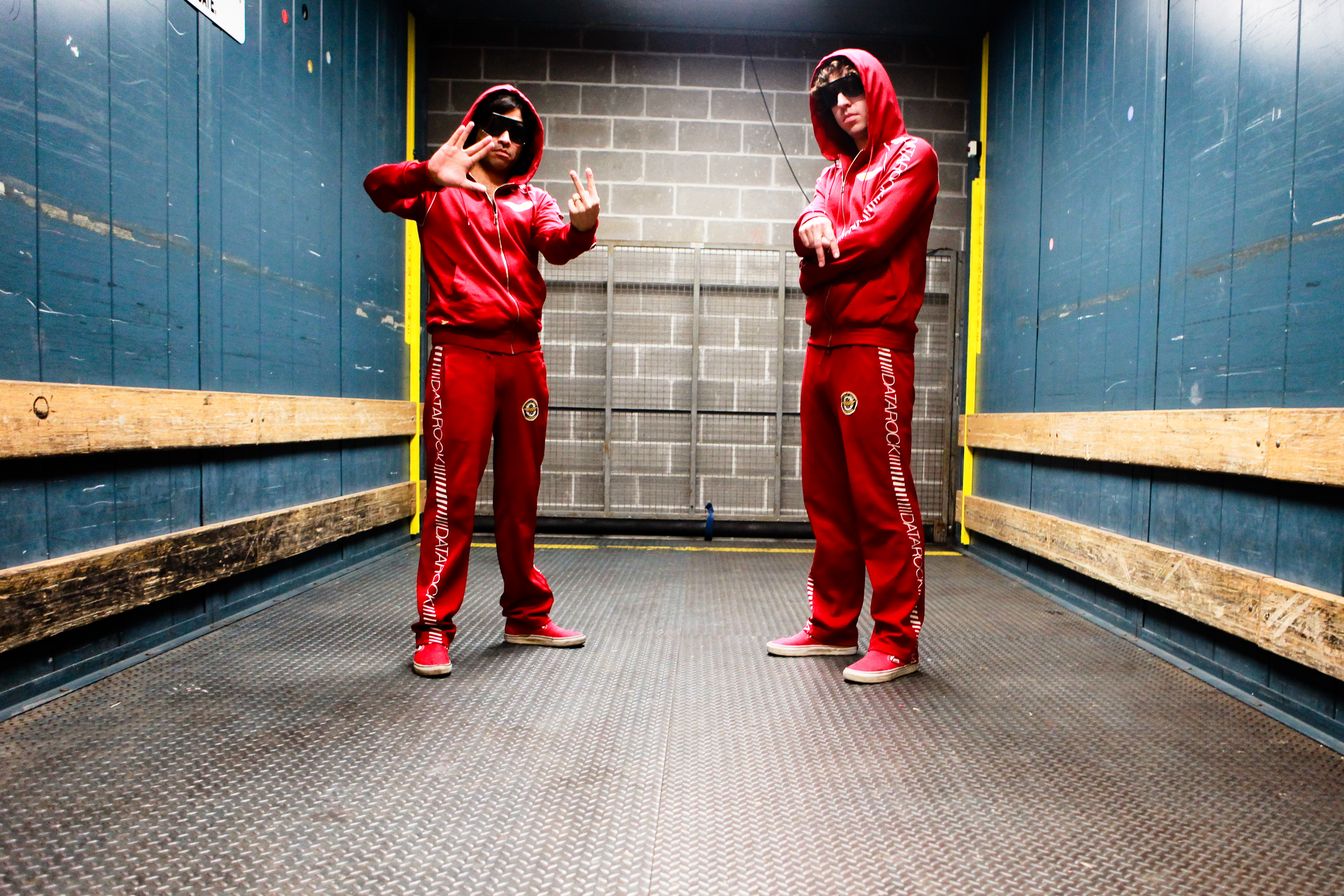
Saroea e Mosnes

Datarock também está na campanha da 4ª geração do iPod Nano da Apple . O comercial mostra "Fa-Fa-Fa" tocando em um iPod Nano laranja . A capa do álbum Datarock Datarock também é exibida.
Fredrik Saroea também tem seus trabalhos solo já gravou várias faixas individualmente, incluindo um dueto com a pop-star norueguesa Annie na música "I Will Always Remember You", que foi inclusa na ultima edição do álbum de estréia da banda.

## Curiosidade
A letra da música "True Stories" foin construída somente com nomes de músicas da banda Talking Heads.

## Integrantes

### Integrantes atuais
- Fredrik Saroea – Vocal, guitarra, bateria, teclados.
- Ketil Mosnes – baixo, teclados, backing vocal

### Integrantes anteriores
- Tom Mæland – teclados (2000–2003)
- Kevin O'Brien – Vocal (2000)

### Integrantes para turnês
- Tarjei Strom – bateria

## Discografia
- Datarock Datarock (2005)
- See What I Care EP (2007)
- Red (álbum de Datarock) (2009)
- The Musical (2015)
- Face the Brutality (2018)

## Referencias
1. ↑  Musicfeeds.com.au with Fredrick from Datarock
2. ↑  "The 100 Best Songs of 2007" Rolling Stone Retrieved 2007-12-21
3. ↑  The Norwegian Ministry of Foreign Affairs (26 de agosto de 2008). «Datarock success». Norway.org. Consultado em 26 de agosto de 2008
4. ↑  «The Sims 2: Free Time Videos». thesims2.com. Consultado em 23 de abril de 2009. Arquivado do original em 1 de março de 2009
5. ↑  «EA's FIFA Soccer 09 soundtrack scores». EA Sports. 14 de agosto de 2008. Consultado em 23 de abril de 2009. Arquivado do original em 17 de agosto de 2008